# Terremoto del Perù del 2011
Il terremoto del Perù del 2011 si è verificato il 24 agosto e si è manifestato con una magnitudo di 7.0 gradi della scala Richter e classificato come V (piuttosto forte) grado della Scala Mercalli Modificata, alle 12:46:11 ora locale (17:46:11 UTC), le 19:46:11 ora italiana.
L'epicentro è stato localizzato in prossimità di Pucallpa, nella selva amazzonica, vicino al confine col Brasile, ad una profondità di 145.1 chilometri.